# 天然温泉アロマ
天然温泉アロマ（てんねんおんせんアロマ）は、沖縄県宜野湾市にある日帰り温泉施設。

## 概要
1997年に、JAおきなわの子会社が運営する複合施設「エデンぎのわん」内に「JA天然温泉アロマ」として開業した。2009年に経営破綻により閉鎖。その後株式会社エナジックインターナショナルに売却され、2010年6月より同社によって運営されている。

## 泉質
含よう素－ナトリウム－塩化物泉
地下1300メートルから汲み上げている。温泉水が使用されているのは露天風呂と大浴槽のみ。循環式だが、源泉も投入されるオーバーフロー方式。